# Karel Wisnar
Karel Kryšpín Augustin Wisnar (25. října 1852 Příbor – 15. dubna 1926 Olomouc) byl český kněz, profesor dogmatické teologie na olomoucké teologické fakultě, kanovník olomoucké kapituly a světící biskup v Olomouci, v letech 1906-1916 generální vikář olomoucké diecéze.